# 香港特別行政區政府常任秘書長
香港特別行政區政府常任秘書長（英語：Permanent Secretary of the Government of the Hong Kong Special Administrative Region），簡稱「常秘」，是香港特別行政區政府決策局官員，也是香港公務員體系中最高的職級，一般由首長級甲一級政務官(D8薪級)擔任或由首長級甲級政務官(D6薪級)署任。主要負責維持決策局日常運作、協助問責局長制訂政策並帶領屬下公務員執行。

## 英治時期及主權移交初期
1970年代香港總督麥理浩委託麥健時顧問公司發表之《麥健時報告書》建議在布政司（主權移交後改稱政務司司長）之下設立決策科，負責制訂相關政策及監督屬下部門工作，首長為「司」，如經濟司、運輸司，為公務員之第三高，職位僅比布政司（主權移交後改稱政務司司長）及財政司（主權移交後改稱財政司司長）低，屬香港公務員首長級薪級表的D8，現基本月薪為港幣303,950元。
主權移交後職責及架構不變，但改稱局長。

## 問責制推行後
2002年7月1日實行主要官員問責制之後，新的局長級官員改為政治任命，原來屬公務員隊伍中的局長改稱常任秘書長。常任秘書長取代政務司司長成為香港公務員體系最高職級。和問責制局長不同的是常任秘書長維持政治中立，不受行政長官改選影響。
2003-2007年，政制事務局和保安局常任秘書長職級由D8降至D6。

## 現職常任秘書長
下列為各決策局的常任秘書長：
|    | 姓名   | 公职                                   | 分工                                                    |
| -- | ------ | -------------------------------------- | ------------------------------------------------------- |
| 1  | 梁卓文 | 公務員事務局常任秘書長                 |                                                         |
| 2  | 林雪麗 | 民政及青年事務局常任秘書長             | 關愛基金專責小組當然委員                                |
| 3  | 李百全 | 保安局常任秘書長                       |                                                         |
| 4  | 懸空   | 政制及內地事務局常任秘書長             |                                                         |
| 5  | 沈鳳君 | 文化體育及旅遊局常任秘書長             | 香港電影發展局副主席                                    |
| 6  | 陳松青 | 醫務衛生局常任秘書長                   | 口腔健康及牙科護理工作小組主席 關愛基金專責小組當然委員 |
| 7  | 黎志華 | 財經事務及庫務局常任秘書長（財經事務） |                                                         |
| 8  | 甄美薇 | 財經事務及庫務局常任秘書長（庫務）     |                                                         |
| 9  | 黃少珠 | 商務及經濟發展局常任秘書長             | 通訊事務管理局副主席                                    |
| 10 | 陳穎韶 | 教育局常任秘書長                       | 關愛基金專責小組當然委員 教育統籌委員會副主席           |
| 11 | 麥德偉 | 創新科技及工業局常任秘書長             |                                                         |
| 12 | 刘焱   | 勞工及福利局常任秘書長                 | 關愛基金專責小組當然委員                                |
| 13 | 劉俊傑 | 發展局常任秘書長（工務）               | 建造業議會委員                                          |
| 14 | 何珮玲 | 發展局常任秘書長（規劃及地政）         | 城市規劃委員會主席                                      |
| 15 | 李佩詩 | 房屋局常任秘書長兼房屋署署長           | 香港房屋委員會副主席 建造業議會委員                     |
| 16 | 蔡傑銘 | 運輸及物流局常任秘書長                 | 香港物流發展局副主席 香港海運港口局副主席               |
| 17 | 張國财 | 環境及生態局常任秘書長（環境）         |                                                         |
| 18 | 楊碧筠 | 環境及生態局常任秘書長（食物）         |                                                         |
| 19 | 林淑儀 | 行政長官辦公室常任秘書長               |                                                         |

## 任期
常任秘書長通常每三至五年便會被調派到不同的範疇工作；不過有時也會打破慣例的，比如打破慣例的羅范椒芬，她在教育的範疇工作了八年（1998年至2006年）。